# Elise Baumgartel
Jenny Elise Baumgartel, geb. Goldschmidt (bis 1934 Baumgärtel), (* 5. Oktober 1892 in Berlin; † 28. Oktober 1975 in Oxford) war eine deutsche Ägyptologin, die sich auf das vor- und frühgeschichtliche Ägypten spezialisierte.

## Leben und Tätigkeit
Elise Goldschmidt war die Tochter des Architekten und Regierungsbaumeisters Rudolf Goldschmidt (1850–1915) und seiner Ehefrau Rosa, geb. Hoeniger. Sie studierte an der Friedrich-Wilhelms-Universität Berlin zunächst Medizin und dann Ägyptologie bei Adolf Erman und Kurt Sethe. 
Am 9. November 1914 heiratete sie den Kunsthistoriker und Verlagsbuchhändler Hubert Baumgärtel. Mit ihm hatte sie drei Töchter, die Ehe war unglücklich und wurde 1929 geschieden. Ihr geschiedener Mann kam seinen Unterhaltsverpflichtungen nie nach. 
1927 wurde Baumgärtel an der Universität Königsberg mit einer von Walter Wreszinski betreuten Arbeit über Dolmen und Mastaba promoviert. Danach erhielt sie 1927 ein Stipendium zu weiteren Studien in Paris und Toulouse bei Henri Breuil, dann bis 1933 ein Stipendium der Notgemeinschaft der deutschen Wissenschaft. Eine Anstellung fand sie jedoch nicht. Sie nahm 1930 an den Ausgrabungen in Hermopolis Magna teil und führte Untersuchungen in Wadi el-Sheikh durch. Danach nahm sie an den italienischen Ausgrabungen am Monte Gargano teil. 1933 unternahm sie eine kleine Ausgrabung bei Sarajevo.
Nach dem Machtantritt der Nationalsozialisten ging Baumgärtel, die aufgrund ihrer jüdischen Abstammung keine berufliche Perspektive mehr hatte, 1934 über Paris nach Großbritannien. In Oxford arbeitete sie zum Lebensunterhalt vorübergehend für John L. Myres und erteilte Lateinunterricht. In London konnte sie ab 1936 zunächst als unbezahlte Volontärin, von 1937 bis 1939, dank finanzieller Unterstützung durch Robert Ludwig Mond, als „Honorary Research Assistent“ und von 1940 bis 1941 als „Temporary Assistant“ am Petrie Museum des University College arbeiten, daneben als, zeitweise unbezahlter, Lecturer unterrichten. Zu dieser Zeit änderte sie ihren Namen in Baumgartel. Von 1948 bis 1950 war Baumgartel Kuratorin ägyptischer Artefakte der University of Manchester. 1951 ging sie an die Universität Oxford, wo sie dank Unterstützung durch das Somerville College, bis 1955 am Griffith Institute forschte. In diesen Jahren veröffentlichte sie ihr Hauptwerk, das sich mit den Kulturen des vorgeschichtlichen Ägyptens befasste. 1955 siedelte Baumgartel in die Vereinigten Staaten über, wo ihre Töchter lebten und wo sie weiter wissenschaftlich arbeiten konnte, etwa am Oriental Institute der University of Chicago. 1964 kehrte sie nach Oxford zurück, um die Feuersteinsammlung des Ashmolean Museum zu bearbeiten und ihre Publikation der prähistorischen Funde aus Naqada fortzuführen.

## Schriften (Auswahl)
Siehe das Schriftenverzeichnis von V. A. Donahue: A Bibliography of Elise Jenny Baumgartel. in: Journal of Egyptian Archaeology. 63, 1977, S. 48–51.
- Dolmen und Mastaba. Der Einfluss des nordafrikanischen Megalithgrabes auf die Entwicklung des ägyptischen Grabbaus (= Beihefte zum Alten Orient 6). Leipzig 1926.
- mit Fritz Brotzen: Neue steinzeitliche Funde vom Karmelgebirge in Palästina, 1925–1926. In: Berliner Museen. Berichte aus den Preußischen Kunstsammlungen. Band 48, 1927, S. 119–122.
- Neolithische Steingeräte in Form von Typen des älteren Paläolithikums. In: Prähistorische Zeitschrift 19, 1928, S. 101–109.
- The Cultures of Prehistoric Egypt. Band 1 London 1947, 2. überarbeitete Auflage 1955; Band 2 London 1960.
- (ohne Verfasserangabe) The Nodding Falcon of the Guennol Collection at the Brooklyn Museum. In: Brooklyn Museum Annual 9, 1967/68, S. 69–87.
- Petrie's Nagada Excavations. A Supplement. London 1970.